# Прапор Волі-Висоцької
Прапор Волі-Висоцької — один з офіційних символів села Воля-Висоцька, Львівського району Львівської області.

## Історія
Символ затвердила сесія Воле-Висоцької сільської ради рішенням від 28 листопада 2000 року.
Автора — Андрій Гречило та Михайло Слободянюк.

## Опис
Квадратне полотнище, з верхніх кутів до середини нижнього краю йде синій клин, на якому жовтий меч вістрям угору, обабіч на жовтому тлі — по чорній блискавці.

## Значення символів
Меч уособлює Архангела Михаїла, який є покровителем села і місцевої церкви. Блискавки символізують військові частини зв'язку, дислоковані на території Волі-Висоцької.